# Smallville (1.ª temporada)
A primeira temporada de Smallville (No Brasil, Smallville: As Aventuras do Superboy), uma série de televisão norte-americana criada por Alfred Gough e Miles Millar, estreou nos Estados Unidos no dia 16 de outubro de 2001 e foi ao ar até o dia 21 de maio de 2002, na The WB Television Network. A temporada possui 21 episódios e traz no elenco principal Tom Welling, Kristin Kreuk, Michael Rosenbaum, Eric Johnson, Sam Jones III, Allison Mack, Annette O'Toole e John Schneider. 
A temporada narra as primeiras aventuras do jovem Clark Kent a partir do momento em que seu planeta natal, Krypton, é destruido e ele cai em uma nave na cidade de Smallville (Pequenópolis, no Brasil), onde é adotado por Martha e Jonathan Kent.
Os episódios foram filmados principalmente em Vancouver e trabalho de pós-produção teve lugar em Los Angeles. O piloto quebrou o recorde de audiência na The WB para uma série de estreia, e foi indicado para vários prêmios. A recepção da crítica foi em geral favorável, e a série foi notada como tendo um início promissor.

## Elenco e personagens

O elenco principal com ausência de Annette O'Toole. Da esquerda para a direita: John Schneider, Tom Welling, Kristin Kreuk, Michael Rosenbaum, Eric Johnson, Allison Mack e Sam Jones III.

- Tom Welling como Clark Kent
- Kristin Kreuk como Lana Lang
- Michael Rosenbaum como Lex Luthor
- Eric Johnson como Whitney Fordman
- Sam Jones III como Pete Ross
- Allison Mack como Chloe Sullivan
- Annette O'Toole como Martha Kent
- John Schneider como Jonathan Kent

## Produção

### Criação
Regras básicas para o desenvolvimento da história foram estabelecidas desde o início. Parte do campo de marketing logo no início disse: "Sem voos, sem meia-calça", ao ditar que Clark não iria usar o traje do Superman, e também que ele não iria voar. Após a discussão inicial sobre as possíveis histórias, uma segunda regra decretou que Clark nunca poderia matar diretamente uma pessoa. Isto criou um dilema na história, já que, segundo a história original, Clark deve ser capaz de derrotar os "bandidos" de semana à semana. A solução desenvolvida foi inserir na história o "Sanatório Belle Reve", que nada mais é do que uma prisão Federal desenvolvida para metahumanos e supervilões. Esse "sanatório" surgiu das histórias em quadrinhos. 
Logo após desenvolverem as regras básicas, Gough e Millar tiveram ideias que facilitaram semana após semana o desenvolvimento da história. Por exemplo, o papel da kryptonita é ser uma "antagonista" da história: Ao invés de criar inimigos físicos, a exposição a pedra seria o meio de ampliar os "demônios pessoais" de Clark. Apesar disso, ela não foi tão ressaltada na história da temporada quanto no episódio piloto e em "Metamorfose". No episódio "Encontros", o "garoto legal" literalmente tornou-se legal, ao tornar-se dependente do calor humano para poder sobreviver. Após vários episódios, os autores desenvolveram uma história que poderia ajudar a estabelecer o show como mais uma série de "vilões da semana". O nono episódio ("O Mau-caráter") levou mais tempo do que o habitual para se desenvolver, devido à sua divergência com a fórmula-padrão da série, tornando-se sua primeira "verdadeira história criminal" e provando que Smallville poderia mostrar mais do que apenas vilões criados pelo contato com a kryptonita.
Episódios que continham o conceito "e se?" eram mais uma das bases mantidas por Gough e Millar durante esta temporada. Esse tipo de episódio criava perguntas sobre Clark nas entrelinhas. Eles envolviam questões básicas, como "E se esse alguém tinha uma paixão por Lana, e agiu apenas por obsessão?"; "E se alguém descobriu o segredo de Clark?"; "E se alguém obtivesse os poderes de Clark?". Essas três questões foram exploradas nos episódios "Metamorfose", "O Mau-caráter" e "O Sanguessuga" respectivamente. "Perdido", o décimo sexto da temporada, responde à pergunta "E se Clark tivesse sido adotado pelas pessoas erradas, e seus poderes tivessem sido explorados?". O diretor de "Visões de Raio-X", Mark Verheiden, e o restante da equipe, criaram divergências, e perceberam que criar histórias independentes para a série não era a melhor saída. Verheiden acredita que o episódio foi o primeiro que conseguiu trazer todas as histórias paralelas em conjunto, para que eles afetassem outros personagens além de Clark e Lana.
"Destino" foi uma das histórias incluídas no passo inicial dado por Millar e Gough à série (Na época, o episódio era conhecido como "Cassandra"). Esse foi o primeiro episódio a mostrar duas histórias totalmente distintas: A principal falava de um assassino e a secundária sobre as visões de Cassandra. Incluir duas histórias significativas no mesmo episódio forçou os escritores a gastarem mais tempo desenvolvendo-o. A "visão visceral" de Cassandra (como era descrita no script) do futuro de Lex foi desenvolvida em storyboard's coloridos, para descrever melhor a "chuva de sangue" presente no texto.
Quando os cineastas estavam insatisfeitos com os rascunhos iniciais dos episódios, mais especificamente com a evolução dos personagens, eles reescreviam os eventos, ou acrescentavam cenas para restabelecer a visão original. O personagem Earl Jenkins (interpretado por Tony Todd), destinado a ser um vilão simpático, foi tratado como "completamente desagradável" no projeto original de "No Limite". O personagem sofre com o excesso de exposição à kriptonita, e assim tem várias crises; se Jenkins atacasse uma pessoa, poderia levá-la até à morte. Originalmente, o personagem é visto pela primeira vez ao bater na porta da LuthorCorp e matar um guarda de segurança durante uma de suas crises. Mas, para apresentar um aspecto mais favorável ao público, uma cena em que Earl visita seu filho bebê foi adicionada para mostrar que ele não era um "louco delirante". Semelhantes alterações ocorreram com os personagens Ryan James (Ryan Kelley), em "Perdido", e Tyler Randall (Reynaldo Rosales) em "O Anjo da Morte". Na proposta original de "Perdido", Ryan desenvolve suas habilidades telepáticas depois de uma exposição à kryptonita. Para enfatizar que o show nem sempre é sobre vilões infectados pela kryptonita, a história foi revista, e Ryan passou a ter sua capacidade desde o nascimento. A emissora também expressou sua insatisfação quando Ryan era visto como um assassino, por isso a história foi reescrita e Ryan passou a ser o "bom garoto". O personagem Tyler Randall compartilhou do mesmo problema que Earl Jenkins: Ele não foi simpático o suficiente aos olhos dos cineastas. Destinado a ser um fugitivo da polícia, a história foi reescrita e Tyler passou a ser assim como Ryan o "bom garoto".

### Filmagens

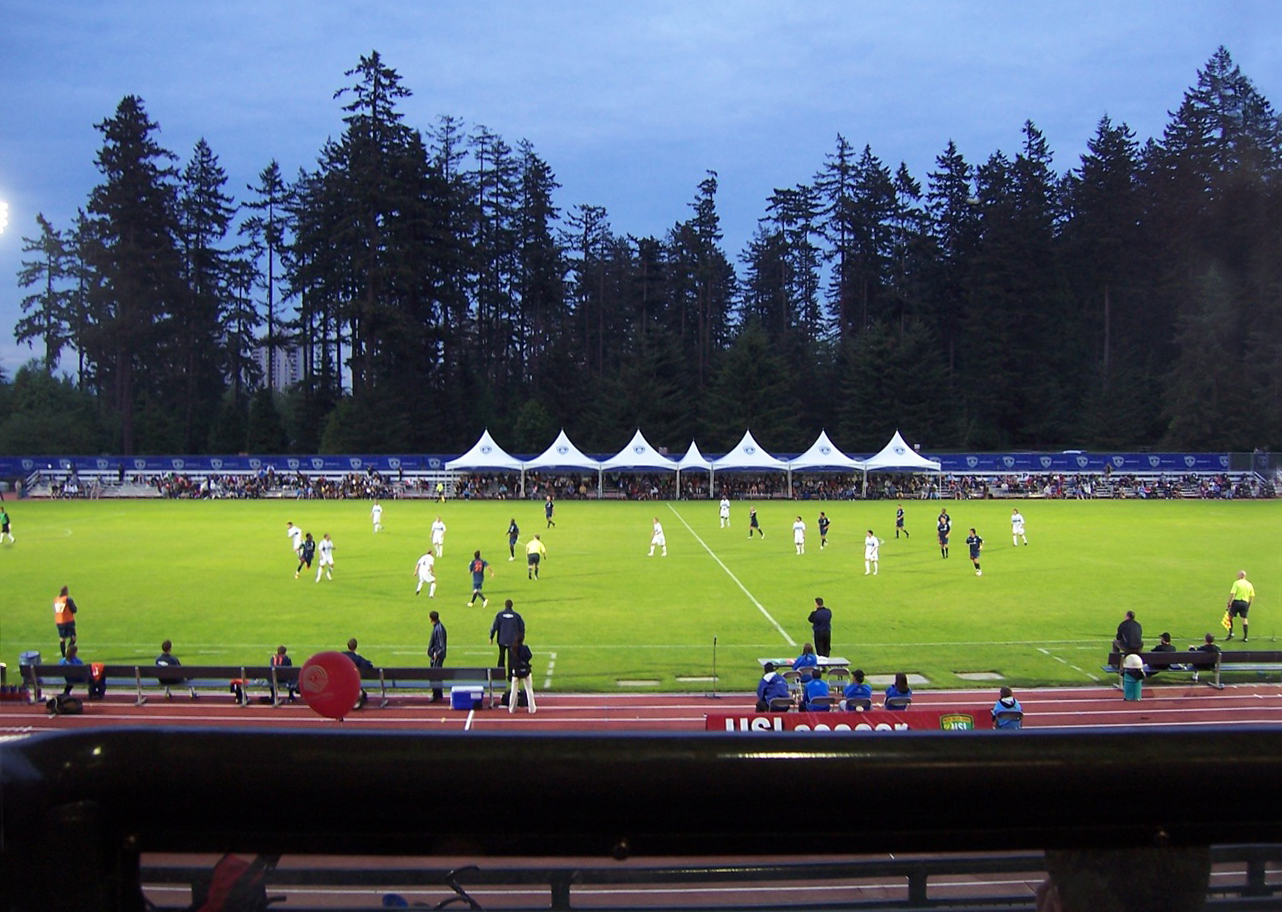
Estádio que é usado para a abertura do futebol americano.

As filmagens foram realizadas em Vancouver, British Columbia, no Canadá, pois os criadores estavam procurando uma "Paisagem de América Central", e Vancouver foi uma boa substituta para o Kansas. David Nutter, o diretor do episódio piloto, passou 16 dias na unidade principal de filmagem, o dobro do prazo normal. Apesar da permanência estendida, o tempo ainda não foi o suficiente, por isso ele criou o piloto principalmente a partir de storyboards criados por Adrien Van Viersen.
Millar criou a cidade de Smallville com a ideia de que ela devia ser uma adaptação de "Smalltown, EUA". O design criado por Millar pediu que os edifícios já existentes na cidade fossem pintados e reformados. O Rancho Kent é a casa da família Andalini, e seu celeiro foi utilizado para o piloto antes de um novo celeiro ser construído. O novo celeiro foi uma das maiores aquisições para o episódio "Metamorfose". O desenhista de produção Doug Higgins e sua equipe construíram um galpão de três andares onde ficava a fazenda dos Kent e um estúdio de áudio, em Burnaby. Para o piloto, a equipe construiu apenas um loft, com um conjunto de escadas que levam até ele, dentro do celeiro existente na Fazenda dos Andalinis. Para lembrar o celeiro de lá tanto quanto fosse possível, Higgins pediu a sua equipe para localizar madeira de 100 anos, para coincidir com a idade das madeiras do celeiro original. O episódio "Destino" teve várias cenas a serem filmadas na Casa Branca. Em vez de construir o seu próprio set, o produtor de Smallville chamado John Wells, produtor da série de drama político The West Wing, obteve permissão para usar o set da série para filmar a visão do futuro de Lex.

## Episódios
| Nº Série | Nº Temporada | Títulos                       | Diretor(es)                     | Roteirista(s)                  | Datas de exibição       | Nota   | Audiência E.U.A. (em milhões) |
| --- | ------------ | ----------------------------- | ------------------------------- | ------------------------------ | ----------------------- | ------ | ----------------------------- |
| 1 | 1            | "Piloto" "Pilot"              | David Nutter                    | Alfred Gough Miles Millar      | 16 de Outubro de 2001   | 475165 | N/A                           |
| Uma chuva de meteoros atinge a cidade de Pequenópolis, e com ela chega um menino muito pequeno. A criança é adotada por Jonathan e Martha Kent, um casal que vive na cidade, e passa a se chamar Clark. Doze anos depois, Clark está no meio de sua adolescência, e se esforça para desvendar sua verdadeira identidade. Um certo dia, a caminho de casa, depois de um longo dia na escola, ele é atropelado por um Porsche que acabara de desviar de um arame farpado na pista, e acaba caindo no rio debaixo da estrada onde o acidente ocorreu. Ele não se machuca, e acaba salvando a vida do motorista que causou o acidente, Lex Luthor. Logo, ele e Lex tornam-se amigos. Após uma conversa íntima com Lana Lang, por quem é apaixonado, ele é forçado a ser o "Espantalho" durante o baile em sua escola, sendo largado em uma plantação de milho, tudo devido um plano do namorado de Lana, Withney, que está com ciúmes da namorada. Clark é salvo por Lex, e, ao voltar ao baile, descobre que um garoto chamado Jeremy Creek, que havia sido o espantalho no ano em que a chuva de meteoros aconteceu, está de volta, e quer vingança pelo que lhe aconteceu. Jeremy quer ir atrás de todos os atletas do time, para poder matá-los, então, Clark tenta impedi-lo. Participação especial: Adrian Glynn McMorran como Jeremy Creek Co-participação: Malkolm Alburquenque como Clark criança, Matthew Munn como Lex criança, Jade Unterman como Lana criança, Sarah Jane Redmond como Nell Potter e John Glover como Lionel Luthor |              |                               |                                 |                                |                         |        |                               |
| 2 | 2            | "Metamorfose" "Metamorphosis" | Michael Watkins Philip Sgriccia | Alfred Gough Miles Millar      | 24 de Outubro de 2001   | 227601 | N/A                           |
| Greg Arkin, um garoto que estuda na mesma escola que Clark, sofre um acidente de carro enquanto transporta seus "insetos mutantes", alterados geneticamente pela chuva de meteoros. Greg é picado por eles logo após o acidente, e acaba se transformando em um "homem-inseto". Ele passa a agir como um verdadeiro inseto, e, como ele é apaixonado por Lana, decide sequestrá-la para poder acasalar com ela. Clark acaba salvando a vida de Lana e Greg acaba morrendo, porém, Withney leva o crédito do salvamento. Participação especial: Chad Donella como Greg Arkin Co-participação: Gabrielle Rose como Sra. Arkin (Mãe de Greg) |              |                               |                                 |                                |                         |        |                               |
| 3 | 3            | "Pegando Fogo" "Hothead"      | Greg Beeman                     | Greg Walker                    | 31 de Outubro de 2001   | 227603 | N/A                           |
| Devido uma sauna que continha uma pedra vinda da chuva de meteoros na qual ele se expôs, o Treinador Arnold adquire um super poder: A pirocinese. Depois de vários jogadores do time serem pegos trapaceando, Chloe decide investigar os fatos para descobrir quem está por trás das trapaças, e descobre que o Treinador é quem as comanda. Logo após, o Treinador convida Clark para entrar no time, e ele acaba aceitando para agradar seu pai. No primeiro jogo, Clark discute com ele devido uma tentativa de assassinato contra Chloe e um outro jogador do time, tudo porque eles haviam falado sobre as trapaças. Então, o Treinador luta com Clark, mas acaba sendo engolido por suas próprias chamas. Participação especial: Dan Lauria como Treinador Walt Arnold Co-participações: John Glover como Lionel Luthor, Jason Connery como Dominic Senatori, Sarah Jane Redmond como Nell Potter, Hiro Kanagawa como Diretor H. James Kwan, David Paetkau como Trevor Chapell e Allan Franz como Jogador |              |                               |                                 |                                |                         |        |                               |
| 4 | 4            | "Visões de Raio-X" "X-Ray"    | James Frawley                   | Mark Verheiden                 | 7 de Novembro de 2001   | 227604 | N/A                           |
| Clark começa a desenvolver um novo poder, a visão de raio-x, logo após ser atirado pela janela do banco por uma pessoa disfarçada de Lex, que tinha acabado de fazer um assalto. Logo após, Clark começa a tentar controlar a visão, e acaba conseguindo. Então, para inocentar Lex, ele tenta descobrir quem realmente fez o assalto. Ele descobre que Tina Greer, uma amiga de Lana, pode se transformar em qualquer pessoa, o que a aponta como a autora do roubo. Ele luta com ela para poder dete-la. Enquanto isso, Lex contrata um detetive chamado Roger Nixon para descobrir como Clark sobreviveu ao ser esmagado por seu Porsche durante o acidente. Participações especiais: Lizzy Caplan como Tina Greer e Tom O'Brien como Roger Nixon Co-participações: Beverley Breuer como Rose Greer, Sarah Jane Redmond como Nell Potter, Mark McConchie como Sr. Ellis e Brian Jensen como Treinador |              |                               |                                 |                                |                         |        |                               |
| 5 | 5            | "Encontros" "Cool"            | James A. Contner                | Michael Green                  | 14 de Novembro de 2001  | 227605 | N/A                           |
| Durante uma festa em Crater Lake, um garoto chamado Sean Kelvin cai em um lago congelado e emerge com um desejo insaciável de calor, devido o contato com pedras da chuva de meteoros, que estavam no fundo do lago. Na tentativa de manter-se aquecido, Sean começa a sugar o calor de todas as pessoas que consegue. Ele vai atrás de Chloe para sugar seu calor, mas Clark prepara-se para detê-lo. Clark o encontra, e então, o leva a Mansão Luthor, mas, acaba ficando congelado quando Sean suga o calor de seu corpo. Ele se reaquece e chega na mansão no momento em que Sean está prestes a atacar Martha, que tinha ido lá com Jonathan discutir sua situação financeira. Clark luta com Sean e o joga em um lago, que logo conge-la, com o garoto dentro. Participações especiais: Michael Coristine como Sean Kelvin Co-participações: Tania Saulnier como Jenna Barnum, Elizabeth McLaughlin como enfermeira e Ted Garcia como Âncora do Jornal |              |                               |                                 |                                |                         |        |                               |
| 6 | 6            | "Destino" "Hourglass"         | Chris Long                      | Doris Egan                     | 21 de Novembro de 2001  | 227606 | N/A                           |
| Clark conhece uma mulher idosa que ficou cega logo após a chuva de meteoros, chamada Cassandra Carver, e que tem visões premonitórias do futuro apenas ao tocar uma pessoa. Quando ela toca Clark, ela e ele tem uma visão na qual ele está rodeado pelas lápides de todos que ama. Logo após ouvir Clark contando essa história, Lex visita Cassandra, e a visão de si mesmo mostra uma chuva de sangue, e logo depois Cassandra morre. Harry Bollston, um homem idoso de uma casa de repouso, cai em uma lagoa repleta de pedras da chuva de meteoros, o que o faz rejuvenescer. Então, ele usa a sua aparência jovem para vingar-se dos filhos dos membros do júri que o condenaram por assassinato décadas antes, sendo um deles o pai de Jonathan. Ele vai até o rancho Kent para matar Jonathan, mas ele não esta lá, por isso, Harry decide matar Martha primeiro. Clark chega a tempo de salvar sua mãe, e Harry acaba morrendo acidentalmente. Participações especiais: Jackie Burroughs como Cassandra Carver, George Murdock como Harry Bollston idoso e Eric Christian Olsen como Harry Bollston jovem Co-participações: Lisa Calder como Zoe Garfield, Alf Humphreys como Jim Cage, Mitchell Kosterman como Xerife Ethan Miller e Reg Tupper como Doutor |              |                               |                                 |                                |                         |        |                               |
| 7 | 7            | "Desejo" "Craving"            | Philip Sgriccia                 | Michael Green                  | 28 de Novembro de 2001  | 227607 | N/A                           |
| Nell, tia de Lana, está organizando uma festa de aniversário para a sobrinha na Mansão Luthor. Withney é convidado para fazer um teste em um time de futebol americano no mesmo dia da festa, e Lana acaba ficando sem par. Clark logo se oferece para acompanhá-la. Jodi Melville, uma jovem que está cansada de ser gorda, decide criar sua própria dieta, que consiste em vegetais cultivados em um solo onde há fragmentos de pedras da chuva de meteoros. Ela começa a perder peso muito rápido, e então, passa a sentir uma vontade voraz de consumir gordura humana, para poder satisfazer seu estômago e matar a fome. Logo após, ela convida Pete Ross, o amigo de Clark, para acompanhá-la na festa de Lana. Quando ele vai buscá-la para a festa, ela tem uma recaída, e decide comê-lo. Clark, que descobrira sobre sua misteriosa perda de peso, consegue chegar a tempo de salvar Pete, e por isso acaba deixando Lana sozinha. Enquanto isso, Lex decide investir nas pesquisas do Dr. Steven Hamilton, um cientista que estuda os efeitos das pedras vindas da chuva de meteoros. Participação especial: Amy Adams como Jodi Melville Co-participações: Sarah Jane Redmond como Nell Potter, Malcolm Stewart como Sr. Melville (Pai de Jodi), Joe Morton como Dr. Steven Hamilton, Alejandro Rae como Dustin, Damonde Tschritter como Amigo de Dustin e Jeff Seymour como Dr. Vargas |              |                               |                                 |                                |                         |        |                               |
| 8 | 8            | "No Limite" "Jitters"         | Michael Watkins                 | Cherie Bennett Jeff Gottesfeld | 11 de Dezembro de 2001  | 227602 | N/A                           |
| A LuthorCorp começa a fazer experiências com meteoros em um galpão, tudo em segredo. Earl Jenkins, funcionário encarregado de limpar o local, conta que houve uma explosão no local, e que os fragmentos do material que estava sendo estudado entraram em sua pele, fazendo ele ter tremedeiras constantes. Earl volta a fábrica e tenta achar o local, mas a passagem está obstruída. Logo após, alguns alunos do Colégio Smallville vão visitar a fábrica da LuthorCorp, e Earl os toma como reféns, dizendo que só vai soltá-los se alguém o levar até o Nível 3 da fábrica, local onde ele diz ter acontecido a explosão. Lionel Luthor, pai de Lex, vai até lá e afirma não existir nenhum Nível 3. Lex decide entrar e conversar com Earl, dizendo que, se ele libertar os reféns, será levado até o local. Clark desobstrui a passagem para o Nível 3 e quando eles chegam ao local, Earl tem outra crise de tremedeira, mas Clark consegue salvá-lo. Por fim, Lex diz que a LuthorCorp irá bancar o melhor tratamento possível para Earl. Participação especial: Tony Todd como Earl Jenkins Co-participações: John Glover como Lionel Luthor, Robert Wisden como Gabe Sullivan, Michael Eklund como Will, Michael Eklund como Chefe da SWAT, Michelle Goh como Suki e Mitchell Kosterman como Xerife Ethan Miller |              |                               |                                 |                                |                         |        |                               |
| 9 | 9            | "O Mau-caráter" "Rogue"       | David Carson                    | Mark Verheiden                 | 15 de Janeiro de 2002   | 227608 | N/A                           |
| Sam Phelan, um policial corrupto da cidade de Metrópolis, vê Clark usando seus poderes e passa a chantageá-lo. Quando Clark o confronta e não cede as chantagens, Phelan prende Jonathan por assassinato e força Clark a ajudá-lo a roubar uma valiosa armadura de Alexandre, O Grande do museu da LuthorCorp. Confrontando o policial mais uma vez, Clark alerta os guardas sobre a tentativa do roubo. Phelan é baleado depois de tentar tirar Clark do seu caminho, e as acusações contra Jonathan são retiradas no momento em que os advogados de Lex chegam. Enquanto isso, Lex e uma antiga paixão, Victoria Hardwick, planejam destruir as corporações de suas famílias. Participações especiais: Cameron Dye como Sam Phelan e Kelly Brook como Victoria Hardwick Co-participações: Hiro Kanagawa como Diretor H. James Kwan e Mitchell Kosterman como Xerife Ethan Miller |              |                               |                                 |                                |                         |        |                               |
| 10 | 10           | "O Mistério" "Shimmer"        | D. J. Caruso                    | Mark Verheiden Michael Green   | 29 de Janeiro de 2002   | 227609 | N/A                           |
| Amy Palmer é obcecada por Lex. Depois de descobrir que as rosas de Lex liberam um líquido de invisibilidade, alguém tenta certificar-se de que Lex sabe que Victoria é a mulher errada para ele. Victoria é forçada a sair da Mansão Luthor depois de quase ser morta por um assaltante invisível. Amy acaba sendo culpada pelo ataque quando um relógio dado pela mãe de Lex a ele some de sua gaveta. Mas por fim, acaba sendo descoberto que na verdade é seu irmão, Jeff Palmer, quem é o invasor. Ele fazia para ajudar a irmã. Quando Jeff tenta matar Lex, Clark luta com ele e para poder localiza-lo, já que ele está invisível, joga tinta nele por um tempo suficiente para que ele seja preso. Participações especiais: Azura Skye como Amy Palmer e Kett Turton como Jeff Palmer Co-participações: Kelly Brook como Victoria Hardwick, John Glover como Lionel Luthor, Jesse Hutch como Troy Turner, Sarah Jane Redmond como Nell Potter e Glynis Davies como Sra. Palmer (Mãe de Amy e Jeff) |              |                               |                                 |                                |                         |        |                               |
| 11 | 11           | "O Aperto de Mão" "Hug"       | Chris Long                      | Doris Egan                     | 5 de Fevereiro de 2002  | 227610 | N/A                           |
| Bob Rickman tem o poder de persuadir as pessoas com um simples aperto de mãos. Ele recebeu esse poder no dia da chuva de meteoros, quando estava de passagem em Pequenópolis. Ele quer construir uma fábrica especializada em combate a pesticidas na cidade, e precisa do Rancho Kent para construí-la. Ele usa seu poder para persuadir Jonathan a vender o Rancho para ele. Clark descobre que Rickman tinha um parceiro, Kyle Tippet, que estava com ele durante a chuva de meteoros, e que acabou adquirindo esse mesmo poder. Ele busca a ajuda de Kyle para deter Rickman, e então Rickman usa suas habilidades para convencer Lex a matá-los. Por fim, Kyle acaba persuadindo Rickman a cometer suicídio. Participações especiais: Rick Peters como Bob Rickman e Gregory Sporleder como Kyle Tippet Co-participações: Kelly Brook como Victoria Hardwick e Ben Cotton como Paul Hendrix |              |                               |                                 |                                |                         |        |                               |
| 12 | 12           | "O Sanguessuga" "Leech"       | Greg Beeman                     | Timothy Schlattmann            | 12 de Fevereiro de 2002 | 227611 | N/A                           |
| Durante uma aula de campo, Clark é atingido por um raio enquanto tenta impedir seu colega, Eric Summers, de cair do alto da barragem de uma represa, no mesmo momento em que Eric segurava uma pedra vinda da chuva de meteoros. Graças ao raio, os poderes de Clark são transferidos para Eric, permitindo que ele finalmente viva uma vida normal. Inicialmente, Eric usa os poderes para o bem, mas logo começa a abusar deles. Então, Clark decide sacrificar a chance de uma vida normal para impedir que Eric machuque outras pessoas. Torcendo para que, assim como seus poderes foram transferidos, suas fraquezas também tenham sido, Clark enfrenta Eric perto de um gerador elétrico, usando a eletricidade e uma pedra da chuva de meteoros para conseguir seus poderes de volta. Enquanto isso, Lex confronta Victoria, pois ela estava planejando enganá-lo fazendo com que ele comprasse um laboratório de pesquisas inútil. Logo, Lex consegue livrar-se de um golpe e ainda comprar a empresa da família Hardwick. Participação especial: Shawn Ashmore como Eric Summers Co-participações: Kelly Brook como Victoria Hardwick, Sarah Jane Redmond como Nell Potter, Kevin McNulty e P. Lynn Johnson como Sr. e Sra. Summers (Pais de Eric), William Samples como Sir Harry Hardwick e Tom O'Brien como Roger Nixon |              |                               |                                 |                                |                         |        |                               |
| 13 | 13           | "Cinético" "Kinetic"          | Robert Singer                   | Philip Levens                  | 26 de Fevereiro de 2002 | 227612 | N/A                           |
| Withney perde sua bolsa de estudos como jogador de futebol e começa a sair com um grupo de homens que também eram jogadores durante o Colegial, e que também perderam suas bolsas. Esses homens usam pedras da chuva de meteoros para fazer tatuagens, e essas tatuagens lhes dão a habilidade de passar por objetos sólidos. Usando suas habilidades, eles começam a roubar bancos, chegando a roubar um cofre na Mansão Luthor, e assim levando um disquete com arquivos confidencias de Lex. Ao chegar lá, Chloe acaba se ferindo, pois Clark não consegue chegar a tempo de impedí-la de cair da janela. Então ele confronta os ladrões, mas é incapaz de detê-los devido sua fraqueza as pedras de meteoro. Logo, os ladrões decidem recrutar Whitney, que aceita e logo depois se arrepende, e logo pedindo ajuda a Clark. Então, Clark, Whitney e Lex, que estava sendo chantageado pelos ladrões, juntam forças e conseguem prender o grupo. Enquanto isso, Lana consegue convencer Lex a abrir um café no prédio onde ficava o Talon, ao invés de demolí-lo para fazer um estacionamento, e logo ela se oferece como sócia. Participações especiais: David Lovgren como Derek Fox, Kavan Smith como Wade Mahaney e David Coles como Scott Bowman Co-participação: Sarah Jane Redmond como Nell Potter |              |                               |                                 |                                |                         |        |                               |
| 14 | 14           | "Volta ao Passado" "Zero"     | Michael Katleman                | Alfred Gough Miles Millar      | 12 de Março de 2002     | 227613 | N/A                           |
| Três anos atrás Lex acompanhou uma amiga sua chamada Amanda a uma boate, com a intenção de que ela flagrasse seu noivo, Jude Royce, com outras mulheres e terminasse com ele. Quando Amanda termina com Jude devido as traições ele vai atrás de Lex, esfaqueia-o, e em seguida leva um tiro e morre. Lex diz para um policial corrupto amigo seu que foi ele quem atirou em Jude, mas eles subornam as testemunhas e mudam a versão, dizendo que foi o segurança da boate quem atirou. Agora, Jude está de volta misteriosamente, e quer saber quem realmente tentou matá-lo. Então, Lex descobre que quem está por trás disso tudo na verdade é o irmão de Amanda, pois dois anos após aquele episódio ela se matou, porque considerava Jude o amor de sua vida, e seu irmão culpa Lex pelo que aconteceu. Lex conta para ele que, na verdade, quem atirou em Jude foi Amanda, mas ele não acredita e tenta matar Lex. Clark consegue chegar a tempo de impedí-lo. Enquanto isso, Chloe pesquisa sobre o passado de Clark e descobre que a instituição que fez a sua adoção funcionou por apenas seis meses e que a única adoção realizada por ela foi a de Clark. Ao mesmo tempo, o Talon é inaugurado com sucesso. Participações especiais: Corin Nemec como Jude Royce, Cameron Dye como Sam Phelan, Eric Breker como Roy Rothman e Jud Tylor como Amanda Rothman Co-participação: Michasha Armstrong como Max Kasich |              |                               |                                 |                                |                         |        |                               |
| 15 | 15           | "A Flor" "Nicodemus"          | James Marshall                  | Michael Green                  | 19 de Março de 2002     | 227614 | N/A                           |
| O Dr. Steven Hamilton usa pedras da chuva de meteoros para ressuscitar uma flor tóxica chamada Nicodemus, que foi extinta há 100 anos. Isso a torna uma flor mutante, e então, sempre que alguém é pulverizado por uma névoa tóxica vinda dela, a pessoa perde todas as suas inibições, e ainda entra em coma e morre. Jonathan, Lana e Pete são infectados com as toxinas da flor e começam a agir de forma estranha. Clark impede todos de se auto-agredirem ou agredirem alguém. Depois de um tempo, as toxinas da flor causam o coma neles. Lex não gosta nada do fato de que o Dr. Hamilton gastou seu tempo ressuscitando flores perigosas. Então, ele monta uma equipe de especialistas para criar uma cura para Jonathan, Lana e Pete. Participação especial: Joe Morton como Dr. Steven Hamilton Co-participações: Hiro Kanagawa como Diretor H. James Kwan, Bill Mondy como James Beales, Julian Christopher como Dr. MacIntyre e Nicki Clyne como Talon Waitress |              |                               |                                 |                                |                         |        |                               |
| 16 | 16           | "Perdido" "Stray"             | Paul Shapiro                    | Philip Levens                  | 16 de Abril de 2002     | 227615 | N/A                           |
| Ryan James, um garoto que tem o poder de ler mentes, é forçado a usar seus poderes para ajudar seus padrastos a roubarem lojas. Ryan consegue escapar deles e é levado para morar provisoriamente com os Kent, que não se deram conta de sua habilidade. Ryan imediatamente cria vínculos com Clark, que ele vê como um herói. O padrasto de Ryan o encontra em Pequenópolis e o sequestra. Ele tenta usar suas habilidades para roubar Lex. Clark ajuda Ryan a fugir do padrasto. A tia de Ryan é localizada e concorda em ter a guarda dele. Enquanto isso, Lionel convida Lex para voltar a morar em Metrópolis, mas ele recusa. Participações especiais: Ryan Kelley como Ryan James, Jim Shield como James Gibson e Brandy Ledford como Sra. Gibson (Madrasta de Ryan) Co-participação: John Glover como Lionel Luthor e Rekha Sharma como Dr. Harden |              |                               |                                 |                                |                         |        |                               |
| 17 | 17           | "O Anjo da Morte" "Reaper"    | Terrence O'Hara                 | Cameron Litvack                | 23 de Abril de 2002     | 227616 | N/A                           |
| Quando Tyler Randall tenta ajudar no suicídio de sua mãe doente, ele acaba sendo flagrado pelos seguranças do hospital e caindo acidentalmente de uma janela. Na queda, um pedaço de pedra da chuva de meteoros entra em seu pulso e logo em seguida ele morre. Durante a autópsia, o médico legista retira a pedra do pulso de Tyler e ele acaba "ressucitando". Ao voltar a vida, Tyler passa a ter um poder: Sempre que ele toca alguém ou alguém toca nele, a pessoa pega fogo e morre. Achando que está fazendo o bem, Tyler tenta aliviar a dor do pai de Withney, que está doente. Clark chega a tempo de detê-lo, e lhe conta que sua mãe ainda está viva. Achando que sua mãe jamais aceitará seu "novo eu", ele decide ir embora e viver sua própria vida. Participações especiais: Reynaldo Rosales como Tyler Randall e Sheila Moore como Sra. Sikes (Mãe de Tyler) Co-participações: John Glover como Lionel Luthor, Jason Connery como Dominic Senatori, Tiffany Knight como Enfermeira, Brian Drummond como Segurança do Hospital e Patrick Keating como Médico Legista |              |                               |                                 |                                |                         |        |                               |
| 18 | 18           | "A Eleição" "Drone"           | Michael Katleman                | Michael Green Philip Levens    | 30 de Abril de 2002     | 227617 | N/A                           |
| As eleições para presidente de classe se aproximam e Pete encoraja Clark a concorrer. Porém uma das candidatas, Sasha Woodman, é capaz de controlar abelhas, e não aceitando a possibilidade da derrota, decide atacar todos os outros candidatos, usando as abelhas para isso. Chloe decide apoiar outro candidato, pois o considera mais preparado do que o amigo para ser presidente. As abelhas acabam se voltando contra Sasha, e Clark acaba salvando-a. Ele perde a eleição para o candidato que Chloe apoiou. Enquanto isso, o Talon começa a perder todos os seus fregueses para um concorrente, mas Lana descobre irregularidades de higiene lá e o denuncia, fazendo com que os fregueses voltem ao Talon. Ao mesmo tempo, Lionel manda uma repórter do Planeta Diário escrever um artigo sobre o filho, visando destruir a imagem dele. Quando Lex vê o artigo, ele faz um trato com ela: Ela desistiria de publicar o artigo e ele, usando de suas influências, lhe conseguiria uma vaga como editora do jornal. Participações especiais: Shonda Farr como Sasha Woodman e Marguerite Moreau como Carrie Castle (Repórter do Planeta Diário) Co-participações: Chelan Simmons como Felice Chandler, Hiro Kanagawa como Diretor H. James Kwan e Simon Wong como Paul Chan |              |                               |                                 |                                |                         |        |                               |
| 19 | 19           | "Telecinésia" "Crush"         | James Marshall                  | Alfred Gough Miles Millar      | 7 de Maio de 2002       | 227618 | N/A                           |
| Após ser atropelado em um acidente de carro, Justin Gaines ganha poderes de telecinésia, conseguindo manipular os objetos à sua volta. Ele acaba se aproximando de Chloe, e ela acaba o ajudando a descobrir quem o atropelou. Eles descobrem que o carro que o atropelou pertence ao Diretor Kwan, e ele imediatamente vai atrás do Diretor e o mata. Logo depois, é descoberto que quem o atropelou não foi o Diretor, e sim seu filho. Quando Chloe descobre que Justin matou o Diretor ele tenta matá-la, mas Clark consegue chegar a tempo de impedí-lo. Então, Clark descobre que Chloe gosta dele. Enquanto isso, o pai de Whitney, que estava lutando contra problemas do coração, morre. Participações especiais: Adam Brody como Justin Gaines, Hiro Kanagawa como Diretor H. James Kwan e Kevan Ohtsji como Danny Kwan Co-participações: John Glover como Lionel Luthor, Donna Bullock como Pamela Jenkins, James Purcell como Dr. Christopher Wells e Anaya Farrell como Renee Wells |              |                               |                                 |                                |                         |        |                               |
| 20 | 20           | "Oculto" "Obscura"            | Terrence O'Hara                 | Mark Verheiden Michael Green   | 14 de Maio de 2002      | 227619 | N/A                           |
| Uma explosão perto de pedras da chuva de meteoros dá a Lana a habilidade de ver através dos olhos de outras pessoas. Ela consegue ver através dos olhos de um policial que pretende seqüestrar Chloe e levar o crédito por ter a resgatado. Unindo seus poderes aos de Clark, Lana ajuda a salvar Chloe. Quando o policial fica sabendo de sua conexão com Lana, ele decide matá-la, mas Clark consegue impedi-lo, e ele acaba sendo morto por membros da própria polícia com uma bala no olho. Enquanto isso, Withney convida Lana para o Baile de Primavera, e Clark convida Chloe. Ao mesmo tempo, Lex ouve a história de um homem que diz ter visto uma nave extraterrestre aterrissando em um campo durante a chuva de meteoros. Ele faz escavações no local indicado e encontra um disco octogonal, formado por um material que não existe na Terra. Participação especial: Tom O'Brien como Roger Nixon Co-participações: Darrin Klimek como Deputado Gary Watts, Aaron Douglas como Deputado Michael Birtigo, Robert Wisden como Gabe Sullivan, Joe Morton como Dr. Steven Hamilton e Frank C. Turner como Eddie Cole |              |                               |                                 |                                |                         |        |                               |
| 21 | 21           | "Tempestade" "Tempest"        | Greg Beeman                     | Alfred Gough Miles Millar      | 21 de Maio de 2002      | 227620 | N/A                           |
| Lionel decide fechar a fábrica da LuthorCorp em Pequenópolis para obrigar Lex a voltar para Metrópolis. Lex decide então comprar a fábrica, isso com a ajuda dos funcionários, mas Lionel começa a criar vários obstáculos para a compra. Roger Nixon, repórter do Inquisitor, descobre o segredo de Clark e diz que vai contar tudo ao mundo. Whitney decide alistar-se para os Fuzileiros Navais e deixa a cidade, mas pede que Lana o espere. Clark leva Chloe ao baile mas durante a festa, chega a notícia de que um tornado está se aproximando da cidade. Clark acha que Lana está no local onde o tornado vai passar, pois o local é próximo a rodoviária onde ela foi se despedir de Withney. Ele vai correndo ver se ela está bem. Quando ele a encontra ela está dentro de seu carro, que está sendo levado pelo tornado. Então, ele tenta salvá-la. Participação especial: John Glover como Lionel Luthor e Banda Remy Zero Co-participações: Tom O'Brien como Roger Nixon, Robert Wisden como Gabe Sullivan, Don Thompson como Empregado da LuthorCorp e Angelika Baran como Erica Fox |              |                               |                                 |                                |                         |        |                               |